# Simion Iagnov
Simion Iagnov (n. 13 aprilie 1892, București – d. 2 ianuarie 1958, București) a fost un medic clinician român-evreu , membru corespondent (1948) al Academiei Române. A fost profesor la Universitatea de Medicină și Farmacie din București. S-a ocupat în special de problema patologiei clinice a sângelui, de patologia ficatului, de boala ulceroasă etc. În cercetările sale, Iagnov a folosit pe larg experimentul fiziopatologic.
Simion Iagnov a fost fratele profesorului de anatomie de la UMF Zalman Iagnov.

## Distincții
- Ordinul Muncii clasa a III-a (1 iunie 1955) „pentru activitate îndelungată și rodnică pe tărîm științific, didactic și practic”[2]
- Ordinul Muncii clasa a II-a (31 decembrie 1956) „cu prilejul împlinirii a 90 de ani de la înființarea Societății Academice Romîne, pentru merite deosebite in muncă”[3]